# Medokýš
Medokýš – potok w zachodniej części Niżnych Tatr na Słowacji. Jest prawobrzeżnym dopływem Korytnicy. Cała jego zlewnia znajduje się w obrębie miejscowości Liptovská Osada.
Medokýš ma źródła na wysokości około 1200 m n.p.m. w żlebie Pustá oddzielającym północno-zachodnie podnóża szczytów Prašivá (1652 m) i Mała Chochula (1720 m). Zasilany jest także potokami odwadniającymi szczyty Magurka (1126 m), Fedorka (1304 m), Baba (1120 m) i Skorušová (1348 m). Wszystkie zasilające go cieki łączą się z sobą w kotlince uzdrowiska Korytnica-kúpele. Stąd potok spływa w kierunku zachodnim i na wysokości około 740 m uchodzi do Korytnicy.
W zlewni potoku Medokýš znajdują się wody mineralne uznawane za jeden z najlepszych na Słowacji. W uzdrowisku Korytnica-kúpele są cztery ujęcia tych wód; Vojtech I., Vojtech II., Žofia, Jozef a Anton.